# Hochbruch von Hausen
Das Naturschutzgebiet Hochbruch von Hausen (NSG-Kennung 1438003) befindet sich überwiegend im Stadtgebiet von Obertshausen im Landkreis Offenbach und zu einem geringeren Teil im Gebiet von Hanau im Main-Kinzig-Kreis in Hessen. Es umfasst einen rund 112 Hektar großen, weitgehend bewaldeten Bereich östlich des Obertshausener Stadtteils Hausen. Im Nordosten des Naturschutzgebiets grenzt der Hanauer Wildpark Alte Fasanerie an.

## Gebietsbeschreibung
Das Gebiet erstreckt sich in einer leichten Senke auf der höchstgelegenen linksmainischen Terrasse des nördlichen Maintales. Der Boden besteht größtenteils aus alluvialen Sanden und ist von Lettschichten (Tonlinsen) durchsetzt oder unterlagert. Ablagerungen von Torfen lassen sich in Mulden und Senken antreffen.
Der Wiesenanteil beträgt etwa 10 % der Gesamtfläche des Hochbruchs, der Rest besteht aus Wald (vorwiegend Kiefern-, aber auch Schwarzerlenwälder). Ein Fünftel der gesamten Waldflächen ist Grenzwirtschaftswald.

## Pflanzenwelt
Leucojum vernum (Märzenbecher), Thelypteris palustris (Sumpf-Lappenfarn), Cirosa alpina (Gebirgs-Hexenkraut), Comarum palustre (Sumpf-Blutauge), Epilobium palustre (Sumpf-Weidenröschen), Menyanthes trifoliata (Fieberklee), Hottonia palustris (Sumpf-Wasserfeder), Scutellaria minor (Kleines Helmkraut), Malva moschata (Moschus-Malve), Phragmites australis (Schilf), Osmunda regalis (Königsfarn), Viola palustris (Sumpf-Veilchen), Hydrocotyle vulgaris (Wassernabel), Scutellaria galericulata (Sumpf-Helmkraut), Stellaria palustris (Sumpf-Sternmiere), Oenanthe peucedanifolia (Haarstrangblättriger Wasserfenchel), Dactylorhiza maculata (Geflecktes Knabenkraut), Dactylorhiza majalis (Breitblättriges Knabenkraut).

## Schutzzweck
Zweck der NSG-Ausweisung ist der Schutz des Gebietes mit seinen seltenen Pflanzenarten vor Eingriffen. Das Hochbruch ist Teil des Vogelschutzgebietes Sandkiefernwälder in der östlichen Untermainebene.